# Albert Laprade
Albert Laprade (Buzançais, 29 novembre 1883 – Parigi, 9 maggio 1978) è stato un architetto francese, forse più noto per il Palais de la Porte Dorée.
Nel corso di una lunga carriera ha intrapreso numerosi progetti di riqualificazione urbana nonché importanti opere industriali e commerciali. Abile artista, ha pubblicato una serie di quaderni di schizzi di architettura in Francia e in altri paesi del Mediterraneo.

## Biografia
Era l'unico figlio di un droghiere all'ingrosso e di una sarta di Châteauroux. Frequentò il Lycée Jean-Giraudoux a Châteauroux, diplomandosi nel 1900. Si trasferì poi a Parigi dove suo zio materno Ernest Cléret, architetto e professore alla Manifattura dei Gobelins, lo incoraggiò a studiare per l'ammissione all'École nationale supérieure des beaux-arts. Nel 1905 fu ammesso allo studio di Gaston Redon, e poi studiò con Albert Tournaire. Fu un allievo brillante e vinse molti premi. Conseguì il diploma di architetto nel 1907.

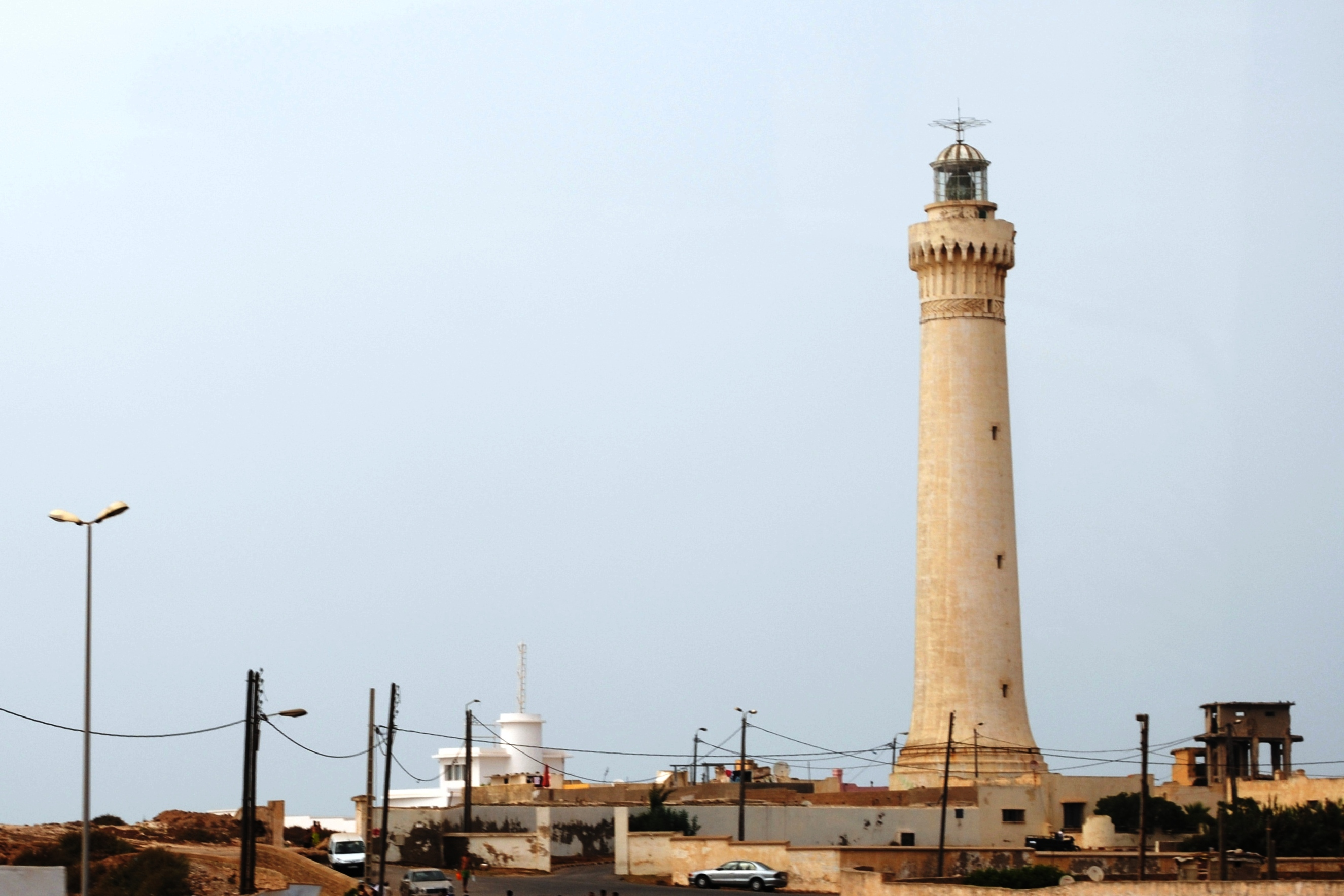
Il faro di El Hank, Casablanca, progettato da Laprade e Prost nel 1916.

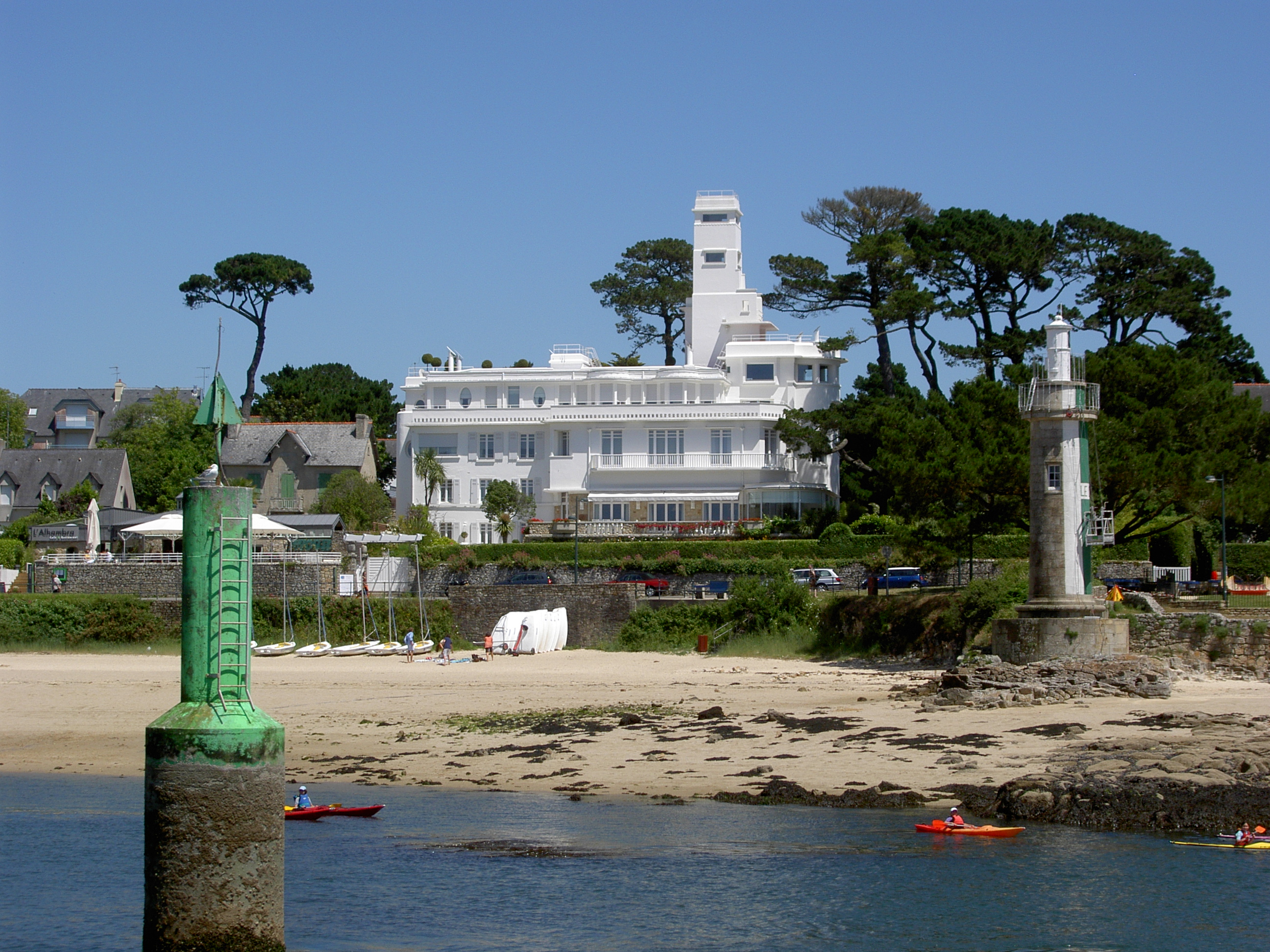
Villa Magdalena, Bénodet, Bretagna (1926-1928)

Tra il 1910 e il 1914 lavorò nello studio di René Sergent, uno zio per matrimonio, che progettava case a schiera e castelli riccamente decorati in stile Luigi XV. Lavorò anche con Henri Prost. Fu richiamato in servizio militare nel 1914 con lo scoppio della prima guerra mondiale (1914-1918). Nel 1915 fu ferito a Ypres e inviato a Rouen per riprendersi, ma non poté tornare al fronte. Prost fece in modo che diventasse il suo assistente in Marocco.
Laprade lavorò con Prost nella divisione urbanistica, e fu incaricato di ridisegnare il grande parco centrale di Casablanca, e quindi di progettare una nuova città indigena. Laprade fece per primo molti disegni di motivi architettonici locali nel tentativo di comprendere l'interazione di elementi stilistici con le funzioni sociali. Il suo obiettivo era sviluppare un'elegante architettura urbana basata sulla tecnologia moderna che fosse appropriata ai gusti stilistici e allo stile di vita del popolo marocchino. La sua nuova medina a Casablanca era separata dai quartieri francesi e molto diversa nel design. Laprade seguì le tradizioni marocchine nella divisione tra i cortili interni e la strada. Il suo nuovo quartiere, in stile neo-moresco utilizzando materiali moderni, tecnologia e principi sanitari, comprendeva passaggi pedonali, case a corte, mercati, forni comunali, moschee, scuole e bagni pubblici.
Nel 1917 si recò a Rabat dove collaborò alla residenza generale e ai suoi giardini, al gabinetto militare e diplomatico, a un parco, a un campo sportivo e alla residenza del maresciallo. In quest'ultima incorporò concetti dell'architettura locale, garantendo armonia con gli edifici circostanti. Auguste Cadet e Edmond Brion intrapresero il progetto di costruzione della medina a Casablanca, iniziato nel 1919 e continuato per molti anni. Laprade incontrò molti dei suoi futuri clienti privati mentre era in Marocco. Suoi schizzi di giardini e case locali furono successivamente utilizzati per illustrare Les Jardins et les maisons arabes au Maroc di Jean Galotti (1926).
Laprade tornò in Francia nel 1920. Quell'anno ricostruì il castello di Gerbéviller, che era stato danneggiato dai bombardamenti, per Charles de Lambertye-Gerbéviller. Creò i Jardins des Nympheas e i Jardins des Oiseaux per l'Esposizione internazionale di arti decorative e industriali moderne del 1925 a Parigi. In un'intervista disse che amava i fiori incorporati nell'architettura, che fossero mattoni, pietra o persino cemento. I suoi parterre Art déco erano disposti in motivi geometrici, con masse monocromatiche di piante e aiuole alternate in colori pastello. Nel 1925 creò una collaborazione con Léon Bazin che durò fino al 1936. Laprade fu membro fondatore della Società degli artisti moderni (1925) e dell'Unione internazionale degli architetti.

### Anni 1930

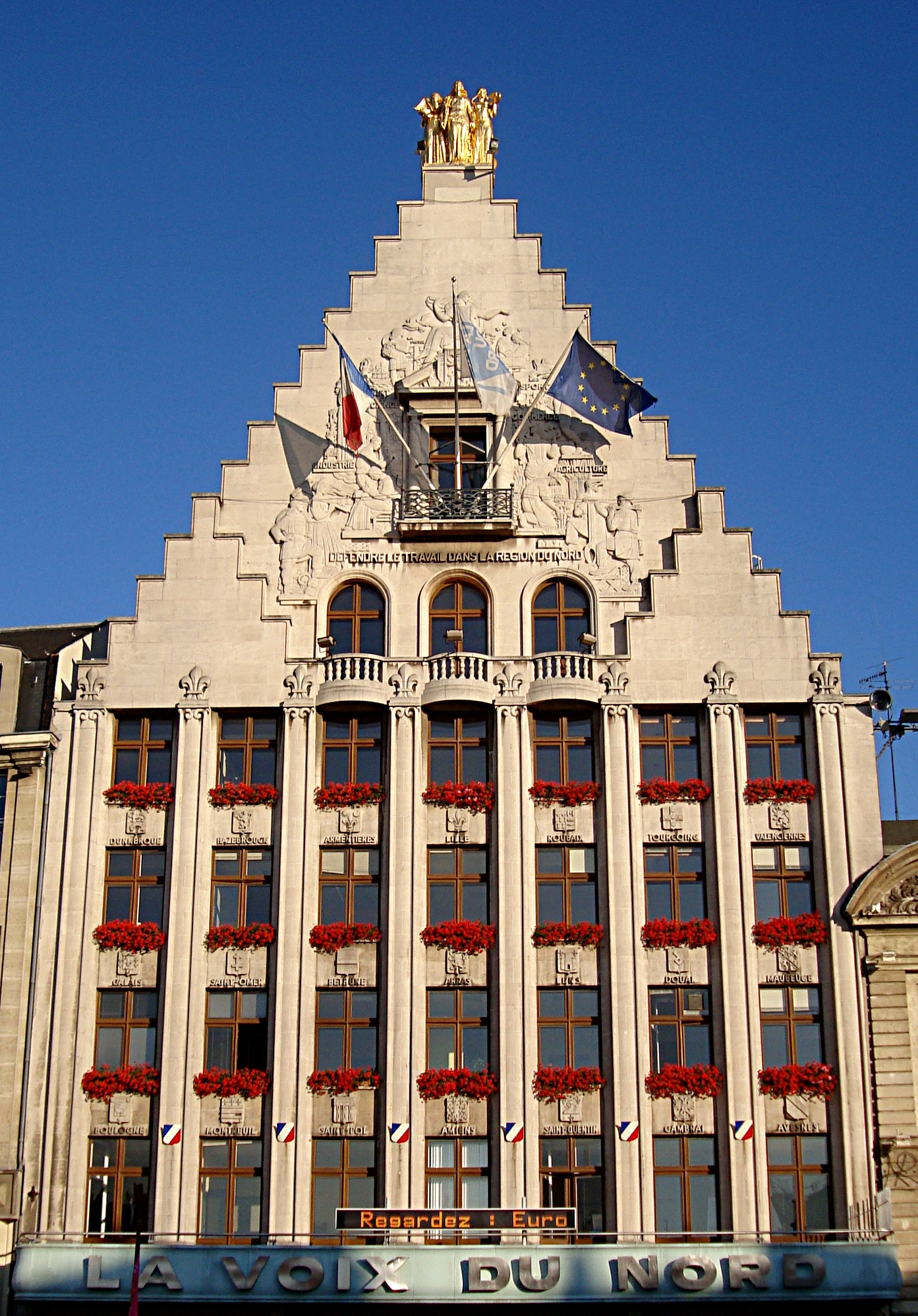
Facciata dell'edificio Voix du Nord a Lille (1936), secondo la tradizione locale dei frontoni a gradoni.

Per l'Esposizione coloniale di Parigi del 1931, Laprade collaborò con Léon Jaussely nella costruzione del Palazzo permanente delle Colonie, il Palais de la Porte Dorée. Lo scultore Alfred Janniot decorò la facciata. Laprade vedeva la sua sfida come "evocare paesi lontani pur rimanendo in armonia con l'atmosfera di Parigi". La sua soluzione fu un edificio "semplice, nobile, calmissimo, molto neutro", ricoperto da "un grande arazzo di pietra dalle calde tonalità... un arazzo riparato da una sorta di baldacchino leggero, che evocasse i paesi del sole in nota moderna." Jacques-Émile Ruhlmann arredò il Salon d'Afrique a un'estremità della facciata principale, e Eugène Printz il Salon de l'Asie all'altra estremità. Louis Bouquet dipinse gli affreschi in una delle stanze e creò un dipinto chiamato Souvenir du Musée des Colonies che raffigura gli uomini che hanno lavorato al padiglione: Laprade e Bazin, Janniot, Bouquet e Ruhlmann. Il dipinto include anche una donna nera anonima che indossa solo una gonna, somigliante a Joséphine Baker, che rappresenta il popolo coloniale indigeno.
Laprade e Robert Fournez furono gli architetti per il padiglione del Marocco alla mostra, che evocava i palazzi di Fez e Marrakesh. L'interno conteneva un labirinto di piccole stanze con diversi reperti, che conduceva a un lungo e stretto giardino con souq su ogni lato dove i visitatori potevano acquistare artigianato marocchino presso le bancarelle. Il romanziere Pierre Mille scrisse del padiglione: "Marocco: qui l'edificio è più di una copia: un'ibridazione di stili creati di recente dai nostri architetti e dello stile marocchino".
Laprade fu architetto capo degli edifici civili e dei palazzi nazionali (BCPN) dal 1932 al 1960. Nel 1932 fu nominato Ispettore Generale per l'Educazione Artistica. Definì le riforme dell'istruzione negli anni 1930 e 1940 in cui sottolineò l'importanza fondamentale dell'insegnamento delle abilità di disegno nelle scuole secondarie, poiché questo era uno strumento essenziale sia per gli artisti che per gli artigiani. Il progresso industriale dipendeva da nuovi progetti e i designer avevano bisogno di abilità di disegno. Laprade fece parte del comitato di redazione, e fu tra i collaboratori delle riviste urbanistiche d'avanguardia Plans (1930-1932), poi Prelude (1932-1936), con Hubert Lagardelle, Pierre Winter, Charles Trochu, Philippe Lamour, François de Pierrefeu, Le Corbusier e Marcel Martiny.
Léon Bazin lasciò Leprade nel 1936 per fondare la propria agenzia. Laprade fu poi associato a B. Philippe e J. Vernon fino al 1947, e poi a Claude Barré fino alla sua morte nel 1978. Laprade e Bazin progettarono il Monumento alla Pace in Place du Trocadero per l'Exposition Internationale des Arts et Techniques dans la Vie Moderne del 1937. Collaborarono anche al padiglione per la diffusione della lingua francese e al padiglione e giardino dell'Iraq Edmond Labbé, che era il responsabile della mostra, sottolineò volutamente il regionalismo. Laprade, in quanto socialista, aveva opinioni contrastanti sul risultato. 

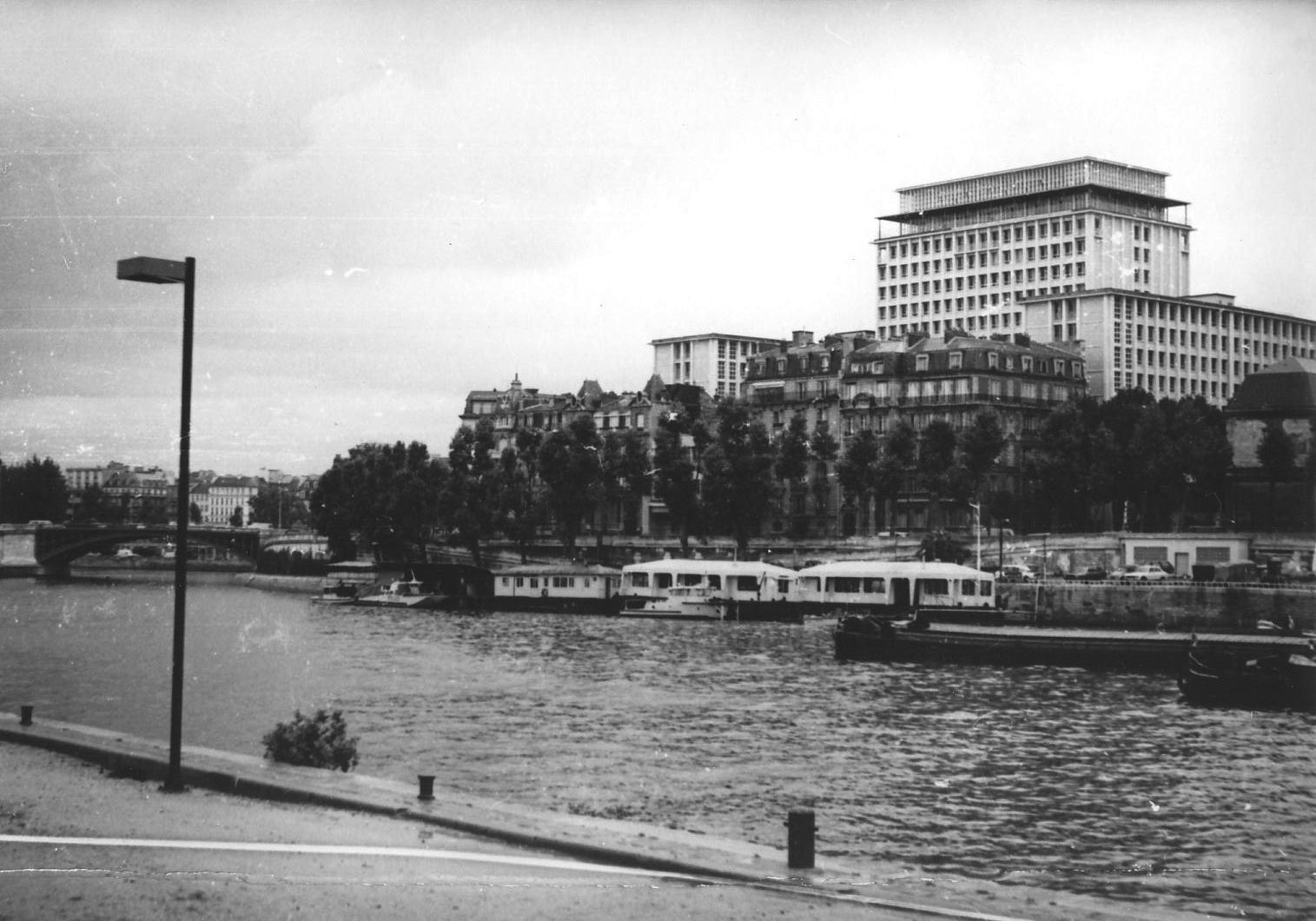
Parigi, IV arrondissement, quai Henri IV, visto dal quai Saint-Bernard, nel 1981. L'edificio di 14 piani sul retro a destra dell'immagine è la Prefettura.

Dopo gli anni 1930 Laprade iniziò ad assumere meno incarichi privati e si interessò di più all'urbanistica e al restauro. Trascorse gli anni della seconda guerra mondiale (1939-1945) organizzando appunti e disegni dei suoi viaggi, dai quali sarebbero stati tratti i suoi celebri album. Fu ispettore generale delle Belle Arti dal 1943 al 1952. Dopo la guerra fu nominato architetto capo del Ministero della Ricostruzione e dello Sviluppo (Nord). Dal 1944 al 1949 fu incaricato di proteggere e migliorare l'area del IV arrondissement di Parigi intorno all'Église Saint-Gervais.

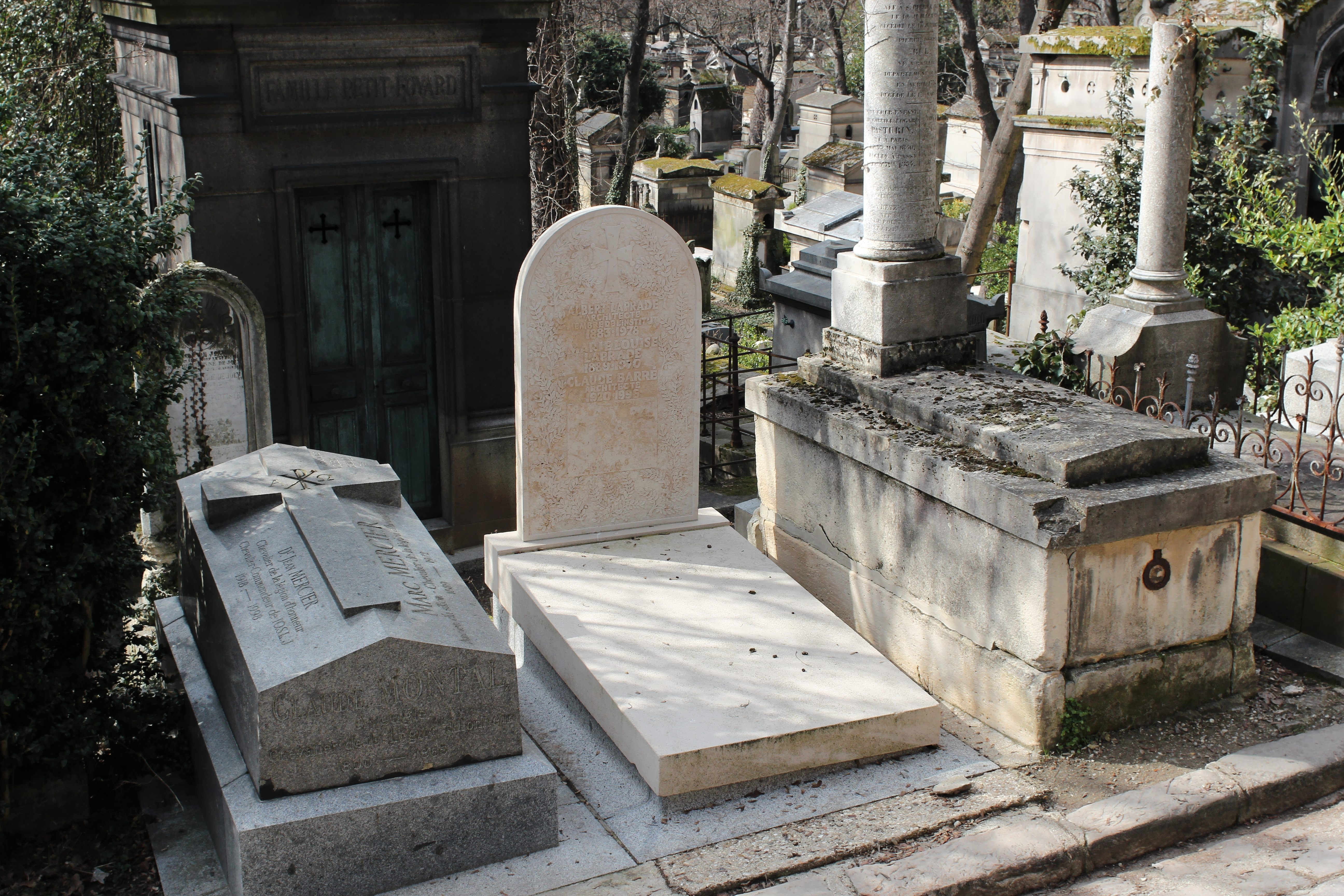
La tomba di Laprade al Cimitero di Père-Lachaise a Parigi.

Laprade fu architetto per la ricostruzione dei centri storici di Le Mans e Alençon. Nel 1959 partecipò al primo congresso internazionale sul restauro delle città storiche e fu sorpreso di scoprire che gli stati socialisti stavano svolgendo un lavoro esemplare. Solo nel 1962 il concetto di aree protette entrò a far parte del legislatore francese. Dal 1950 al 1962 fu consulente architetto per gli impianti Schneider Electric a Le Creusot. Dal 1945 al 1965 fu membro del Comitato sui siti parigini. Dal 1955 al 1970 responsabile della vigilanza sulle rive della Senna con Claude Charpentier.
Albert Laprade fu nominato Comandante della Legion d'onore. Nel 1963 fu eletto membro dell'Accademia Reale del Belgio e morì a Parigi il 9 maggio 1978.

## Opere

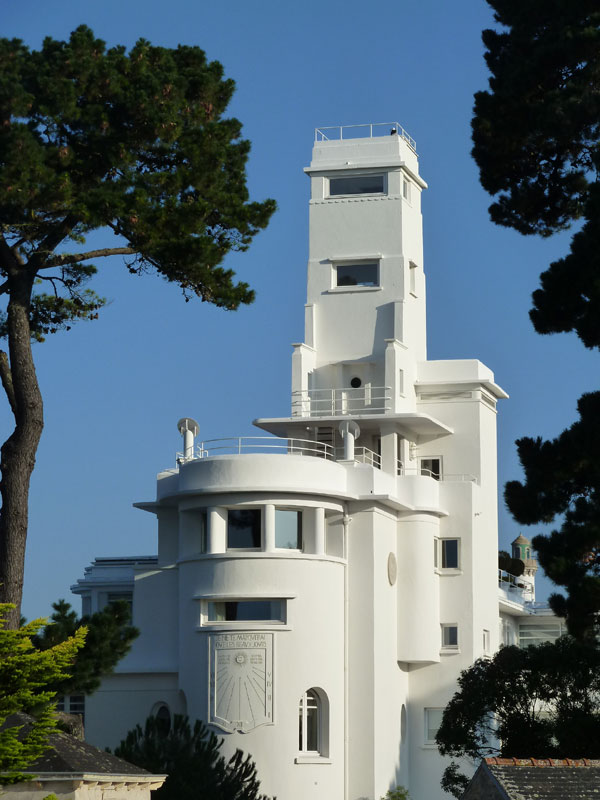
Villa Magdalena, oggi Hôtel le Minare, Bénodet, Bretagna (1926-1928)

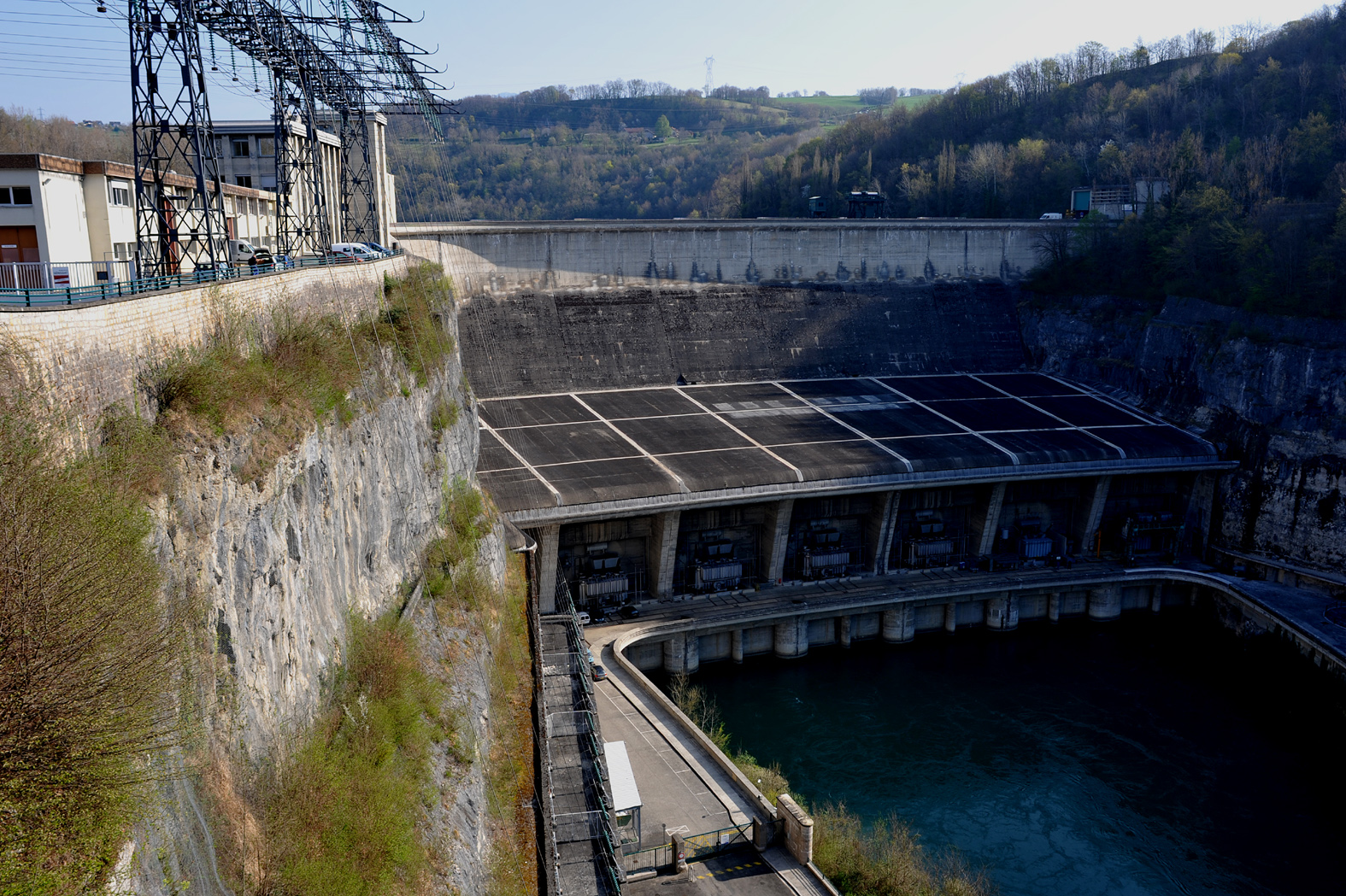
Diga di Génissiat sul Rodano (1939-1950)

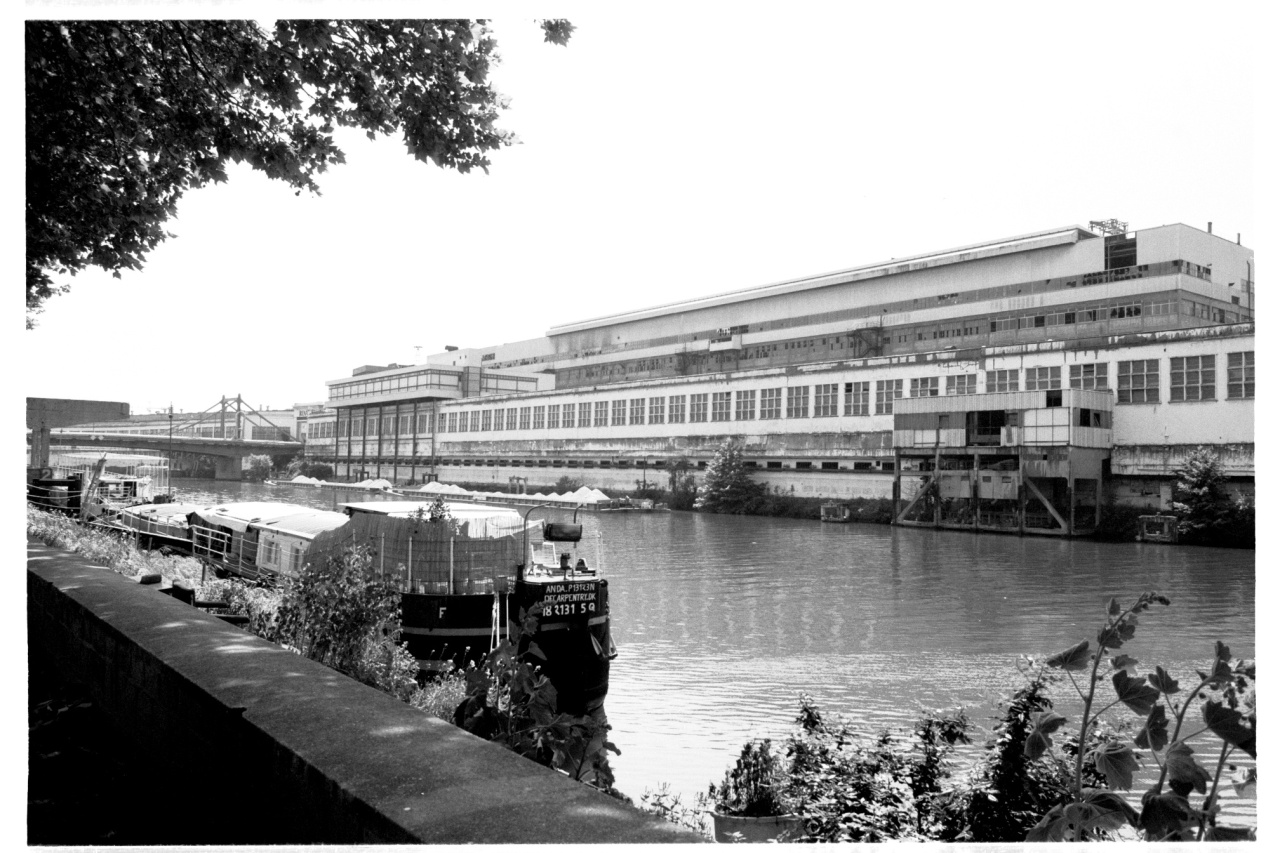
Stabilimenti Renault sull'isola Seguin a Boulogne-Billancourt (1944-1951)

Il lavoro di Laprade riflette molti dei cambiamenti nell'architettura del XX secolo durante la sua lunga carriera, ma è sempre rimasto fedele ai principi di estetica, equilibrio e proporzione. Lui e altri architetti del suo tempo lottarono con la sfida di costruire strutture moderne a Parigi senza distruggere l'armonia dell'architettura della città. Nel 1931 realizzò una serie di fotomontaggi che illustravano il problema, mostrando grattacieli che emergevano da edifici ottocenteschi.
Laprade dovette anche affrontare la questione di quanto i francesi dovessero adattarsi agli stili indigeni nelle colonie. Nel 1928 descrisse il nuovo stile architettonico che stava emergendo in Marocco come una "sintesi del nostro spirito latino e dell'amore per l'arte autoctona". Vedeva l'obiettivo dell'architetto come integrare "valori dell'ambiente" con un "intero stile di vita". Pensava che l'architettura fosse viva e che "dovrebbe esprimere un sentimento".
Credeva nella varietà e complessità dell'ambiente urbano piuttosto che nell'uniformità e si opponeva al vandalismo in nome dello sviluppo dei vecchi quartieri. Seguì stili sia tradizionali che moderni. In alcuni dei suoi lavori di sviluppo urbano come a Gournay-en-Bray (1942) e il vecchio centro di Le Mans usò uno stile pittoresco. Utilizzò design moderni per progetti commerciali e industriali, che includevano il garage Citröen, in rue Marbeuf (1928), la diga di Génissiat sul Rodano (1939-1950), la diga di Roselend a La Bâthie (1954-1961) e lo sviluppo degli stabilimenti Renault sull'isola Seguin a Boulogne-Billancourt (1944-1951).
Opere selezionate:
- 1916 Faro di El Hank, Casablanca, con Henri Prost.
- 1916-1921: Parc Lyautey, Casablanca, con Henri Prost.
- 1918-1924: Residenza Generale, sede del governo francese a Rabat.
- 1920: Ricostruzione del castello di Gerbéviller.
- 1924: Restauro del Château de la Chaise.
- 1925: Jardins des Nympheas e Jardins des Oiseaux per l'Esposizione Internazionale delle Arti Décoratifs et Industriels Modernes del 1925 a Parigi.
- 1925-1929: lavoro per una fabbrica di fertilizzanti, Berry-Bouy.
- 1925-1930: Villa della Marchesa Maurigi, Porto Corso.
- 1926-1928: Villa Magdalena e giardino, Bénodet, Bretagna.
- 1927 Villa Dardiali, Pyla-sur-Mer.
- 1931: Padiglione per i territori francesi d'oltremare all'Esposizione coloniale di Parigi, il Palais de la Porte Dorée, che ora ospita la Cité nationale de l'histoire de l'immigration.
- 1932: Fondazione di Abreu Grancher nello Student Village Cité internationale universitaire de Paris.
- 1933-1935: Insediamento operaio a Colombe.
- 1933-1937 Ambasciata francese ad Ankara, con Léon Bazin.
- 1935: Monumento a Hubert Lyautey, Casablanca.
- 1936: edificio del giornale La Voix du Nord Lille.
- 1937: Padiglione iracheno all'Esposizione Universale di Parigi.
- 1939: Villa Prince Murat, Fédala (Mohammedia), Marocco. Costruita per il principe Carlo Murat (16 giugno 1892 - 24 novembre 1973). Demolita nel giugno 2013.[26]
- 1941: Place d'Armes, Valenciennes.
- 1947: Diga di Seyssel.
- 1945-1960: Centro Civico a Lille, con altri architetti.
- 1949-1951: Residenza Lucien Paye, Cité Internationale Universitaire de Paris, in collaborazione con Jean Vernon e Bruno Philippe.
- 1949-1953 Casa del Marocco, Cité Internationale Universitaire de Paris, in collaborazione con Jean Vernon e Bruno Philippe.
- 1950-1962: Insediamento operaio a Le Creusot.
- 1951-1954: Memoriale per Jean Giraudoux, Bellac.
- 1955-1966: Centro Civico nel IV arrondissement di Parigi, compresa la Prefettura di Parigi.
- Compagnie parisienne d'électricité a 76 rue de Rennes.
- 1957 Monumento a Victor Hugo, Parigi.
- 1959-1964: Archives de la Seine, Parigi, con René Fontaine.
- 1965: Hilton Hotel, Orly.

## Pubblicazioni
Laprade era un eccellente disegnatore e acquarellista, interessato all'architettura tradizionale e al giardinaggio. Pubblicò diverse raccolte di disegni che aveva realizzato come ispettore o ispettore generale delle belle arti.
- Jean Gallotti, Le Jardin et la Maison arabes au Maroc: Avec 160 dessins de Albert Laprade et 136 planches en héliogravure d'après les photographies de Lucien Vogel, Félix, Vve P. R. Schmitt, G. Fauré et Canu, Albert Lévy, 1926. URL consultato il 1º luglio 2013.
- Albert Laprade, Croquis. Europe Méridionale Et Asie Mineure, 1952. URL consultato il 1º luglio 2013.
- Albert Laprade, Croquis. Portugal, Espagne, Maroc, 1958. URL consultato il 1º luglio 2013.
- Albert Laprade, Croquis, Serg, 1974. URL consultato il 1º luglio 2013.
- Albert Laprade, Croquis Paris: quartiers du centre, les Halles, le Marais, J. Fréal, 1974. URL consultato il 1º luglio 2013.
- Albert Laprade, Croquis, 3e album: region du midi, J. Freal, 1974. URL consultato il 1º luglio 2013.
- Albert Laprade, Croquis: Région du Midi. Troisième album, Serg, 1977, ISBN 978-2-85869-024-4. URL consultato il 1º luglio 2013.
- Roger Bezombes, Architectures de la Méditerranée à travers les croquis d'Albert Laprade, Berger-Levrault, 1983, ISBN 9782701305486. URL consultato il 1º luglio 2013.
- Albert Laprade, Les carnets d'architecture d'Albert Laprade, Kubik éditions, 2006, ISBN 978-2-35083-017-9. URL consultato il 1º luglio 2013.

Ha inoltre pubblicato una serie di altre opere:
- Albert Laprade, Idées générales sur le jardin moderne, 1932. URL consultato il 1º luglio 2013.
- Albert Laprade, Lyautey urbaniste: souvenirs d'un témoin, Horizons de France, 1934. URL consultato il 1º luglio 2013.
- Albert Laprade, Depuis le paradis jusqu'á Versailles, 1937. URL consultato il 1º luglio 2013.
- Albert Laprade, La Collaboration des ingénieurs et des architectes dans les grands travaux publics et industriels, impr. de Arrault, 1949. URL consultato il 1º luglio 2013.
- Albert Laprade, François d'Orbay: 1634-1697, 1954. URL consultato il 1º luglio 2013.
- Albert Laprade, Les architectes, S.A.D.G., Société des Architectes Diplomés par le Gouvernement, 1957. URL consultato il 1º luglio 2013.
- Albert Laprade, Aménagement des quartiers historiques, 1957. URL consultato il 1º luglio 2013.
- Albert Laprade, Nicole Bourdel e Jean Lafond, François d'Orbay: architecte de Louis XIV, Vincent, Fréal et Cie (Bar-sur-Aube, impr. Lebois), 1960. URL consultato il 1º luglio 2013.
- Jacques Chevalier e Albert Laprade, La Sculpture sur bois: le métier ..., Baillière, 1972. URL consultato il 1º luglio 2013.